# Ibiza
Ibiza este o insulă din arhipelagul Baleare, situată în vestul Mării Mediterane, care aparține Spaniei. Capitala insulei este orașul Ibiza. În catalană, limba locală, insula și capitala ei se numesc Eivissa.
Insula face parte din patrimoniul UNESCO, fiind remarcată pentru biodiversitate și cultură. Face parte din arhipelagul Balearelor, fiind a treia insulă ca mărime, iar împreună cu vecina sa mai mică Formentera alcătuiește grupa Insulelor Pitiuse sau „Insulele pinilor”. Este numită și „Insula Albă” pentru arhitectura sa.

## Istorie

Împărțirea administrativă a insulei

Istoria ei începe în anul 654 î.Hr. cu cartaginezii, care au influențat cultura și tradițiile insulei. De atunci, cei 571 km² ai insulei au absorbit influențele culturale ale romanilor, bizantinilor, arabilor și crestinilor. Ultimii „invadatori” ai insulei sunt adepții curentului hippie și turistii care și-au lasat și ei influentele asupra acesteia.

## Geografie
Este situată la 79 de km de peninsula Iberică, în fața localității Denia, la 140 de km sudest de insula Mallorca, și la nord față de insula Formentera. Ibiza este formată din 5 municipii: San Antonio Abad, Santa Eulalia del Río, San José, San Juan Bautista și Ibiza. Există doar un râu, Santa Eulalia del Río, unicul din Baleare, deși este sec de mulți ani ca urmare a exploatării excesive a acviferilor de pe insulă.

### Climă
Din punct de vedere al climei insula are vara caldă, iar în sezonul de iarnă (octombrie - martie) sunt în medie 6 ore de soare pe zi și o temperatura maximă cuprinsă între 14 - 23 grade Celsius, iar cea minimă în jur de 7-15 °C (deci o temperatură medie anuală de circa 15 grade Celsius).
| Date climatice pentru Eivissa          | Date climatice pentru Eivissa | Date climatice pentru Eivissa | Date climatice pentru Eivissa | Date climatice pentru Eivissa | Date climatice pentru Eivissa | Date climatice pentru Eivissa | Date climatice pentru Eivissa | Date climatice pentru Eivissa | Date climatice pentru Eivissa | Date climatice pentru Eivissa | Date climatice pentru Eivissa | Date climatice pentru Eivissa | Date climatice pentru Eivissa |
| Luna                                   | Ian                           | Feb                           | Mar                           | Apr                           | Mai                           | Iun                           | Iul                           | Aug                           | Sep                           | Oct                           | Nov                           | Dec                           | Anual                         |
| -------------------------------------- | ----------------------------- | ----------------------------- | ----------------------------- | ----------------------------- | ----------------------------- | ----------------------------- | ----------------------------- | ----------------------------- | ----------------------------- | ----------------------------- | ----------------------------- | ----------------------------- | ----------------------------- |
| Maxima medie °C (°F)                   | 15.5 (59,9)                   | 16.0 (60,8)                   | 17.2 (63)                     | 19.0 (66,2)                   | 22.2 (72)                     | 26.1 (79)                     | 29.3 (84,7)                   | 30.0 (86)                     | 27.6 (81,7)                   | 23.4 (74,1)                   | 19.3 (66,7)                   | 16.7 (62,1)                   | 21,9 (71,4)                   |
| Media zilnică °C (°F)                  | 11.8 (53,2)                   | 12.2 (54)                     | 13.2 (55,8)                   | 15.0 (59)                     | 18.2 (64,8)                   | 22.0 (71,6)                   | 25.0 (77)                     | 25.9 (78,6)                   | 23.6 (74,5)                   | 19.6 (67,3)                   | 15.6 (60,1)                   | 13.1 (55,6)                   | 17,9 (64,2)                   |
| Minima medie °C (°F)                   | 8.1 (46,6)                    | 8.4 (47,1)                    | 9.3 (48,7)                    | 10.9 (51,6)                   | 14.2 (57,6)                   | 17.8 (64)                     | 20.7 (69,3)                   | 21.8 (71,2)                   | 19.5 (67,1)                   | 15.9 (60,6)                   | 12.0 (53,6)                   | 9.6 (49,3)                    | 14,0 (57,2)                   |
| Precipitații mm (inches)               | 38 (1.5)                      | 33 (1.3)                      | 36 (1.42)                     | 33 (1.3)                      | 26 (1.02)                     | 14 (0.55)                     | 6 (0.24)                      | 19 (0.75)                     | 48 (1.89)                     | 69 (2.72)                     | 51 (2.01)                     | 54 (2.13)                     | 439 (17,28)                   |
| Nr. de zile cu precipitații (≥ 1 mm)   | 5                             | 5                             | 4                             | 4                             | 3                             | 2                             | 1                             | 2                             | 4                             | 6                             | 5                             | 5                             | 46                            |
| Ore însorite                           | 161                           | 167                           | 207                           | 243                           | 277                           | 297                           | 335                           | 302                           | 237                           | 198                           | 164                           | 148                           | 2.732                         |
| Sursă: Agencia Estatal de Meteorología |                               |                               |                               |                               |                               |                               |                               |                               |                               |                               |                               |                               |                               |

## Bogății
Pilonii care stau la baza bogățiilor Ibizei sunt: cultura, frumusețile naturii și ecologia.
În pământul său fertil se cultivă măslini, portocali, smochini, lămâi, legume și cereale. Este o insulă preferată de turiști datorită climei sale primăvăratice, dar și pentru siturile arheologice interesante.

### Capitală
Capitala insulei este orașul Ibiza, situat în zona de sud-est a insulei; are o economie bazată pe turism și servicii. Este orașul principal al complexului insular și are statut de capitală, asigurând servicii de administrație pentru restul municipalităților și pentru Formentera. Numărul total de locuitori se ridică la circa 40.000, care iși gospodăresc o suprafață de 11 km², cu trei plaje principale: Figueretes, Talamanca și Playa d’en Bossa.
Portul este un golf natural, unde s-au stabilit inițial primii locuitori ai insulei. Acesta este principala cale de acces spre oraș (socotind în această categorie și aeroportul). 
Municipalitatea insulei asigură vizitatorilor posibilitatea practicării diverselor activități culturale și sporturi - tenis, ciclism montan, golf, călărie, windsurfing, navigație, scufundări, quad, karting!

### Detalii urbanistice
Orașul fortificat Dalt Vila, așezarea feniciană Sa Caleta, necropolisul Puig des Molins și câmpiile subacvatice din Posidonia Oceanica sunt cele patru elemente excepționale care au fost hotărâtoare ca insula sa fie declarată „Patrimoniu al Umanității” de catre UNESCO în anul 1999. Structura urbană Dalt Vila a fost construită din piatra originală, ce poate fi vazută azi sub forma castelului Almudaina. Dalt Vila este înconjurată de un zid ce datează din sec. XVI; a fost construit de ingineri italieni cu influențe renascentiste și avand un rol de apărare. 
În partea superioară a orașului se poate vedea Catedrala, care a fost construită în secolele XIV - XVI într-un stil gotic-catalan, fiind renovată ulterior îi sec.XVIII cu influențe baroce. Clădirea Universității adăpostește Muzeul de Arheologie și se află în aceeași zonă. La capătul acestei zone a orașului se fac lucrări de restaurare la Castel și Palatul Almudaina, construit în stiluri diferite. Alte clădiri de referință ar mai fi: primăria, Biserica Santo Domingo, Placa de Vila. 

### Frumusețile naturale
Numărul plajelor din Ibiza este de circa 50; au o frumusețe aparte, cu nisip fin și ape de un albastru cristalin. Există plaje pentru familii, plaje solitare, plaje animate.
Ibiza este renumită și pentru peisajele sale naturale spectaculoase și impresionante. Unul dintre locurile unde poate fi admirat un asemenea peisaj este Cala d’Hort în fața căreia se află misterioasa stânca Es Vedra.
Câteva dintre cele mai cunoscute stațiuni turistice se află în imediata apropiere a 
orasului Ibiza:
- Playa d’en Bossa are o plajă lungă de 3 km de nisip fin; aici se află parcul acvatic Aguamar, precum și discotecile Space și Bora Bora.
- Figueretes are o plaja mai mica și poate fi considerată o extensie a orașului Ibiza.
- Talamanca este situată în nordul orașului Ibiza și are o plajă lungă aproape de 1 km situata în jurul unui golf natural.
- Santa Eularia este un alt centru turistic important și al doilea oraș ca mărime după Ibiza; este locul preferat de familii sau de cei care doresc o vacanță în liniște. O foarte frumoasă promenadă se întinde de-a lungul portului și de-a lungul mării.
- În vestul insulei, cu un golf superb numit de romani Portus Magnus, se află Sant Antonio - a doua stațiune a insulei, care a devenit unul dintre cele mai mari și mai animate centre turistice de pe insulă. Sant Antonio este locul perfect pentru a urmări cele mai frumoase apusuri de soare și în același timp locul ideal pentru practicarea sporturilor nautice.
- Es Cana - această stațiune are o frumoasă plajă de nisip și un mic port pentru vasele de pescuit, fiind faimoasă pentru săptămaâalele piețe hippie. Aceste piețe sunt deschise în fiecare miercuri, aici găsindu-se o varietate enormă de haine exotice, mocasini din piele lucrați manual sau bijuterii din argint.

Un alt punct de atracție îl reprezintă câmpurile de sare - salinele. În timpul călduroaselor luni de vara, atunci când apa se evaporă, rămâne la suprafață un strat strălucitor de sare pură (care se exploatează). Soarele care se reflectă în el creează imagini de neuitat. De vizitat sunt și grotele, o lume galben-aurie, cu o mulțime de forme ciudate.
Aici se află și cel mai important bioclimat din Marea Mediterană, denumit Preriile Posidonia, care se găsește în adâncurile apelor insulelor Ibiza și Formentera. Acestea produc o mare cantitate de oxigen și sunt habitatul a sute de specii de viețuitoare.